# 마이놋 주립 대학교

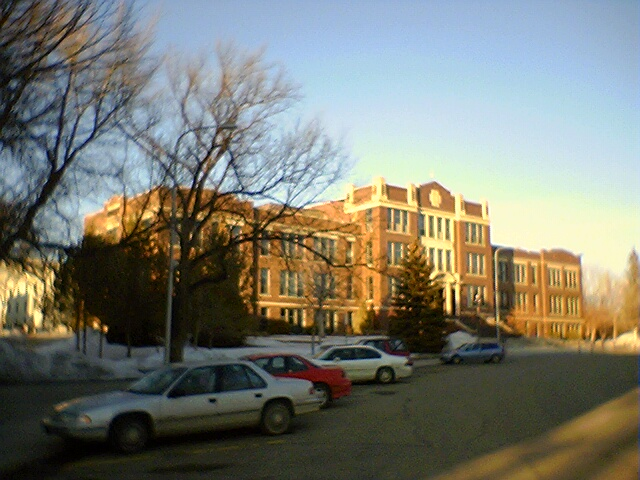
마이놋 주립 대학교

마이놋 주립 대학교(Minot State University)는 노스다코타주 마이놋에 위치한 대학교이다. 1913년 개교하였다.